# Ансовиль
Ансови́ль (фр. Ansauville) — коммуна во французском департаменте Мёрт и Мозель региона Лотарингия. Относится к  кантону Домевр-ан-Э.	

## География

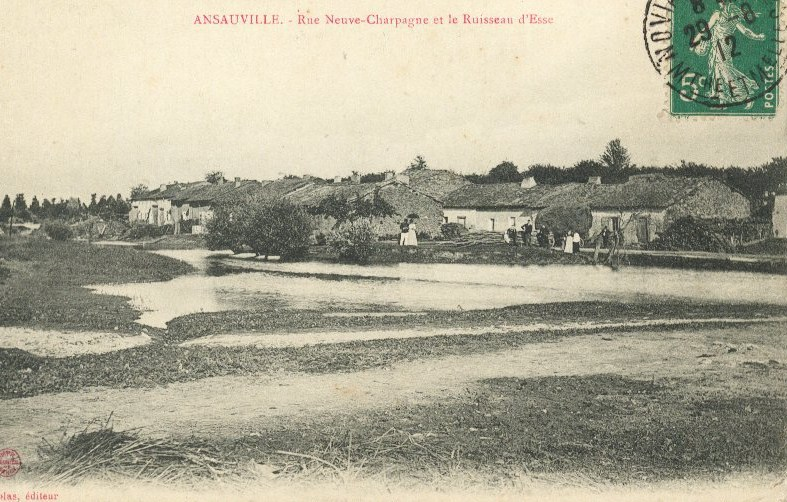
Ансовиль и река Эсс. Почтовая открытка начала XX века.

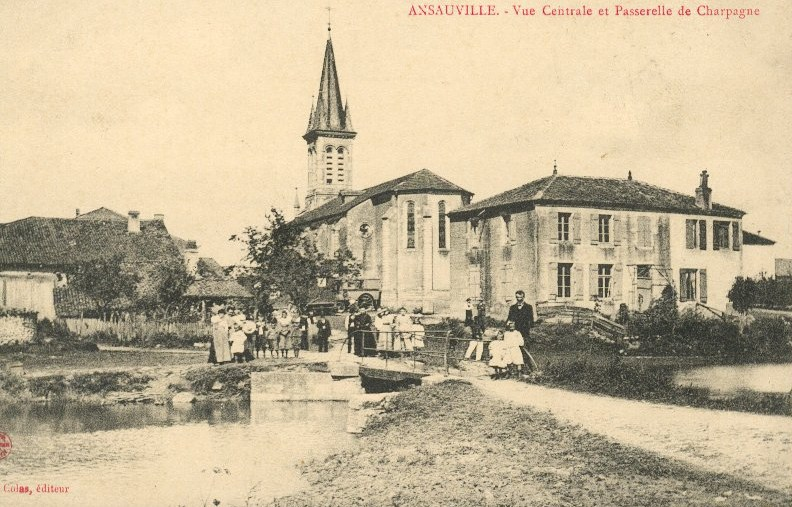
Центр Ансовиля и церковь. Почтовая открытка начала XX века.

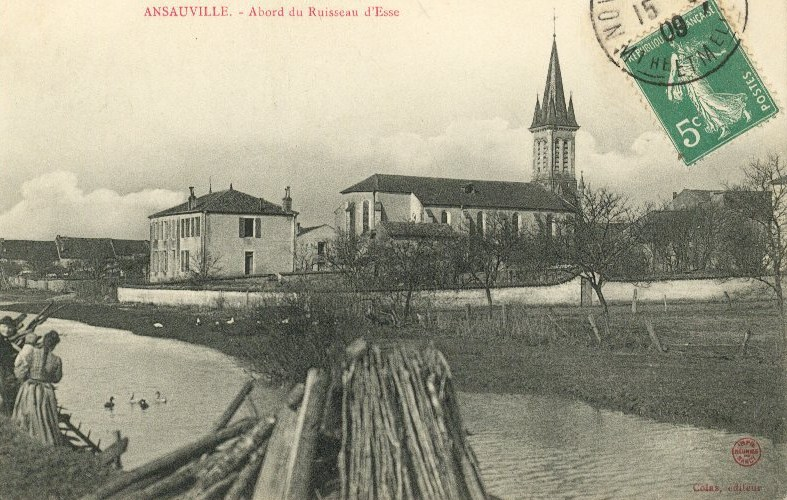
Вид на церковь Ансовиля с берега Эсс. Почтовая открытка начала XX века.

Ансовиль расположен в 30 км к северо-западу от Нанси и к северо-востоку от леса Королевы. Соседние коммуны: Грорувр и Бернекур на север, Новьянт-о-Пре на северо-восток, Манонвиль и Минорвиль на восток, Амонвиль и Мандр-о-Катр-Тур на северо-запад.

## Демография
Население коммуны на 2010 год составляло 86 человек.
| 1962 | 1968 | 1975 | 1982 | 1990 | 1999 | 2010 |
| ---- | ---- | ---- | ---- | ---- | ---- | ---- |
| 69   | 78   | 74   | 74   | 77   | 79   | 86   |

## Достопримечательности
- Церковь XIX века.
- Часовня начала XII века.